# Gangetia uzielliana
Gangetia uzielliana is een slakkensoort uit de familie van de Stenothyridae. De wetenschappelijke naam van de soort is voor het eerst geldig gepubliceerd in 1866 door Issel.